# Chiesa della Madonna del Presale
La chiesa della Madonna del Presale è un edificio sacro che si trova nel comune di Badia Tedalda, in provincia di Arezzo.
Documentata fin dal XII secolo, la chiesa fu originata da un insediamento castellare (oggi distrutto) collegato ad altri lungo il fiume Marecchia.
L'edificio presenta un semplice impianto ad aula unica e tetto a capanna al quale si affianca, sul lato sinistro, un piccolo romitorio destinato un tempo ad accogliere pellegrini e viandanti. Addossato alla facciata è un avancorpo a due arcate, elemento architettonico ricorrente nelle chiese di montagna di questa zona dell'Appennino. Sull'architrave della finestrella posta a destra sotto il portico sono scolpite interessanti figurazioni zoomorfe e antropomorfe altomedievali.